# 孙堪 (东汉)
孙堪（?—?），字子稚，河南郡缑氏（今河南省偃师）人，东汉政治人物
孙堪通经学，有节操。新朝末年，天下混乱，聚宗族自保。汉光武帝建武年间，仕郡县，汉明帝时历为县令、左冯翊。数月，征为侍御史。汉明帝永平三年（60年）前后，官拜尚书令。永平十一年（68年），拜光祿勳。永平十八年（75年），再迁侍中骑都尉。居官清廉，敢于直言，为政有治绩。与周泽并称二稚。

## 延伸阅读
[在维基数据编辑]
 《後漢書·卷79下》，出自范晔《後漢書》